# Sargochromis codringtonii
Sargochromis codringtonii är en fiskart som först beskrevs av Boulenger, 1908.  Sargochromis codringtonii ingår i släktet Sargochromis och familjen Cichlidae. IUCN kategoriserar arten globalt som livskraftig. Inga underarter finns listade i Catalogue of Life.